# Watchtime (Portal)

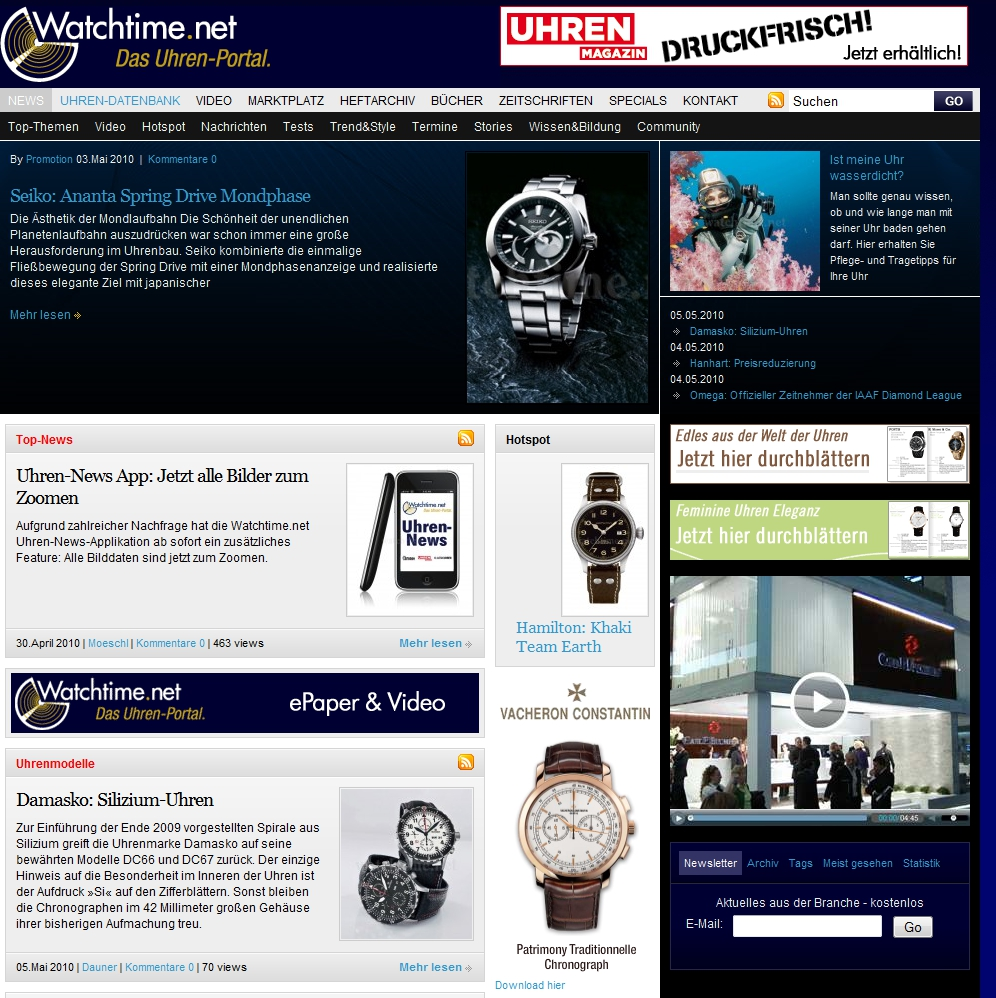
Uhrenportal

Watchtime.net (WatchTime Germany) ist ein kommerzielles Uhren-Portal der Ebner Media Group welche u. a. die Zeitschriften Chronos und Uhren-Magazin herausgibt.
Ein Bestandteil des Portals ist eine Uhrendatenbank mit mehr als 38.000 Uhren. Zudem gibt es heute Uhrenausstellungen und Uhrenreisen.

## Themen
In der Rubrik Themen können fachspezifische Informationen aus der Uhrenbranche in Text, Ton und Bild abgerufen werden. Dazu gehören Wirtschaftsthemen, Hintergrundberichte, Interviews, Geschichtliches, Produktvorstellungen, Vergleichstests und Termine (Auktionen, Messen usw.). Alle Beiträge werden von Fachredakteuren verfasst. In kurzen Videosequenzen werden Eindrücke von Fachmessen wie der Baselworld, SIHH in Genf, heute Watches and Wonders sowie Interviews mit den Köpfen der Branche wiedergegeben.
Im angeschlossenen Heftarchiv können Beiträge aus den Zeitschriften recherchiert werden, ergänzend stehen ePapers und Apps zur Verfügung.
Zudem gibt es heute auch eine Newsletter.
Im Mai 2024 kommt die erste Print-Ausgabe von WatchTime Germany heraus. Das neue Magazin bündelt Chronos und Uhren-Magazin auf bis zu über 200 Seiten. Der Fokus liegt auf Design, Technik und der zeitlosen Eleganz von Uhren. Neben der Deutschen gibt es Ausgaben für die USA, Mexiko, Arabien und Indien. 
Des Weiteren wurde 2024 der WatchTime Award ins Leben gerufen, ein neuer Preis der Uhrenbranche.

## Datenbank
In der Uhrendatenbank finden sich mehr als 38.000 Uhren. Zusätzlich zu den technischen Daten und Preisangaben sind Informationen aus den Publikationen des Ebner Verlags mit der jeweiligen Uhr verknüpft. Neben den Basisinformationen können die entsprechenden Tests, Reportagen, Porträts und News aus den Zeitschriften Chronos, Uhren-Magazin und des Onlineportals selbst abgerufen werden.

## Uhrenausstellungen
Seit einigen Jahren gibt es vom Watchtime-Portal auch dreitägige Uhrenausstellungen oder Events in Deutschland, die größte Veranstaltung dieser Art ist die WatchTime in Düsseldorf.
Mit über 70 ausstellenden Uhrenmarken und Partnern ist sie Deutschlands größte Uhrenshow. Zum Rahmenprogramm  gehören diverse Führungen, Workshops und Podiumsdiskussionen über zahlreiche Themen.
Etwas kleiner und Intimer sind die Watch Weekend in Frankfurt am Main, Hamburg und München.
Zwei weitere internationale Uhrenausstellungen sind die Geneva Watch Days (Genf) und die WatchTime New York (New York).

## Uhrenreisen
Besondere Highlights sind jedes Jahr die mehrtägigen Uhrenreisen in den Schwarzwald, die Schweiz und nach Dresden, Glashütte, Frankfurt oder Wien. Hierbei werden im exklusiven Kreis von 12 bis 16 Personen jeden Tag kleine und große, bekannte oder unbekannte Uhrenmarken, Uhrenmanufakturen und Uhrenmuseen oder auch mal eine Firmen eigene Uhren-Boutique besucht.

## WatchTime Award
Der WatchTime Award wurde 2024 im Rahmen der WatchTime Düsseldorf ins Leben gerufen. Der Award bietet Marken und Uhrmachern eine exklusive Plattform, um die außergewöhnlichen Kreationen einem breiten Publikum und einer hochkarätigen Fachjury zu präsentieren.
Der neue Award umfasst vier Kategorien:
- Collectors Choice Award – Leserwahl
- Watch Person of the Year
- Innovation of the Year
- Design of the Year

Die Jury, bestehend aus einem fachkundigen Team der WatchTime Redaktion und Top-Experten aus der Branche.